# Bruxelles-Ingooigem 2000
La Bruxelles-Ingooigem 2000, cinquantatreesima edizione della corsa, si svolse il 14 giugno su un percorso di 168 km, con partenza da Bruxelles e arrivo a Ingooigem. Fu vinta dal belga Hans De Clercq della squadra Palmans-Ideal davanti ai connazionali Wim Omloop (vincitore dell'edizione precedente) e Gert Vanderaerden.

## Ordine d'arrivo (Top 10)
| Pos. | Corridore              | Squadra                             | Tempo    |
| ---- | ---------------------- | ----------------------------------- | -------- |
| 1    | Hans De Clercq         | Palmans-Ideal                       | 4h12'00" |
| 2    | Wim Omloop             | Bankgiroloterij-Batavus             | a 4"     |
| 3    | Gert Vanderaerden      | Palmans-Ideal                       | a 11"    |
| 4    | Tom Desmet             | Tonissteiner-Landbouwkrediet        | s.t.     |
| 5    | Stijn De Schoenmaecker | Vlaanderen 2002-Eddy Merckx         | s.t.     |
| 6    | Donatas Virbickas      | Collstrop-De Federale Verzekeringen | a 27"    |
| 7    | Saulius Ruškys         | VC Saint-Quentin-Oktos              | s.t.     |
| 8    | Jo Planckaert          | Cofidis                             | s.t.     |
| 9    | Zbigniew Serafinski    |                                     | s.t.     |
| 10   | Staf Scheirlinckx      | Collstrop-De Federale Verzekeringen | s.t.     |